# Den ukendte soldats grav
Den ukendte soldats grav er en som regel national og ceremoniel grav med rester af en uidentificeret soldat, der er faldet på slagmarken. Som regel indeholder monumenterne rester af mindst en falden soldat. Udtrykket og skikken har skandinavisk udspring; det antages, at det første mindesmærke af denne type er monumentet i Fredericia i Danmark. Det er monumentet Landsoldaten, som blev skabt i 1849 over en ukendt soldat, som var faldet i kamp mod Tyskland i Treårskrigen. Den inspirerede til et lignende monument nogle år senere efter krigen 1864, hvor udtrykket en ukendt soldat blev brugt første gang i den betydning.[kilde mangler]